# 有馬賴義
有馬賴義（ありま よりちか、1918年2月14日—1980年4月15日），日本小說家，以大眾小說、社會派推理小說知名。舊筑後國久留米藩主有馬家的第16代當主。

## 經歷
伯爵有馬賴寧三男，生於東京市赤坂區青山。母貞子是北白川宮能久親王的二女。學習院初等科畢業，早稻田第一高等學院在學中開始小說寫作。1943年，成為同盟通信社社會部記者。戰後，曾經作為農相的父親因戰犯嫌疑被拘禁，喪失財産，家道中落，作為古物商、記者等維持生計。1954年，以『終身未決囚』獲第31回直木賞。1956年的「三十六人織乘客」以後，也陸續發表『四萬人之目撃者』等推理小說。1959年，以『四萬人之目撃者』獲日本偵探作家俱樂部賞。1974年，獲菊池寬賞。1980年，因腦溢血過世。

## 著作
- 『終身未決囚』作品社、1954年
- 『皇女和乳牛』河出新書、1955年
- 『四萬人之目撃者』講談社、1958年
- 『象牙座殺人事件』六興出版部、1958年
- 『玫瑰園之共犯者』平凡出版、1959年

等

## 關連項目
- 松本清張

## 外部連結
- （早稲田と文学）有馬頼義（ありま・よりちか）